# 石碣镇
石碣镇，是中国广东省东莞市下辖的一个镇，位于东莞市北部，北接广州市增城区，南与东莞市区隔江相望，总面积36平方公里，石碣镇有袁崇焕纪念公园、单氏宗祠等名胜古迹，被誉为“东江之珠”。明朝末年知名抗清将领袁崇焕的故乡即在此镇。鎮人民政府駐政文路1號。

## 经济
石碣是全国文明镇、中国电子信息产业名镇，拥有英雄故里、电子名镇、供港蔬菜“三张”城市名片。2019年中国百强乡镇第86名。

### 英雄故里
袁崇焕（1584-1630）出生于石碣水南村，是明末著名的民族英雄。近年来，该镇着力打造袁崇焕文化品牌，设立了“石碣崇焕杯”《人民文学》中短篇小说文学奖，建设了袁崇焕纪念园、袁崇焕中学、袁崇焕小学和袁崇焕大道，其中，袁崇焕纪念园占地4.8万余平方米，2010年11月被评为广东省爱国主义教育基地，成为东莞市重要的爱国主义教育基地和旅游胜地，年接待观众量达60余万人次。2018年，大型电视连续剧《袁崇焕》即将上映。

### 电子名镇
全镇现有台达、东聚、五株、盈聚等电子企业650多家，生产的电子、电脑产品达110多种，电子信息产业配套率在90%以上，2017年规上电子企业实现工业总产值482亿元。2005年被中国电子商会授予“中国电子信息产业名镇”称号，2009年被确定为首批“全市重点扶持发展产业集群”，2010年被认定为“广东省产业集群升级示范区”，2012年被确定为“东莞市高端新型电子元器件产业基地”。

### 供港蔬菜
现拥有东莞市第一家省级无公害蔬菜标准化生产示范区，建有占地近200亩的润丰国际蔬菜交易中心，已建设成为集供港蔬菜加工、蔬菜批发、物流储运、电子商务及质量检测为一体的华南地区规模较大的国际蔬菜专业市场，是全国农产品加工示范基地、广东省农业龙头企业、国家级出口食品农产品质量安全示范区。目前，日均蔬菜交易量约达2500吨，其中供港蔬菜900吨左右，占香港进口蔬菜40%左右，并连续三年抽检合格率达99.96%。

### 著名人物
- 袁崇焕：明朝末年的著名政治人物、领军文官、抗清将领。

## 行政区划
石碣镇下辖以下地区：
城中社区、唐洪村、水南村、石碣村、刘屋村、横滘村、鹤田厦村、四甲村、沙腰村、梁家村、桔洲村、单屋村、涌口村、西南村和黄泗围村。

## 人口
截至2020年11月1日零時，第七次全国人口普查石碣鎮常住人口為282255人。
常住人口4万多人，外来人口16.8万人，下辖1个社区和14个村。